# Баловка (Полтавская область)
Баловка (укр. Балівка) — село,
Кунцевский сельский совет,
Новосанжарский район,
Полтавская область,
Украина.
Код КОАТУУ — 5323482202. Население по переписи 2001 года составляло 65 человек.

## Географическое положение
Село Баловка находится на левом берегу реки Ворскла,
выше по течению на расстоянии в 4 км расположено село Пристанционное,
ниже по течению на расстоянии в 2 км расположено село Дубина,
на противоположном берегу — село Ганжи.
Река в этом месте извилистая, образует лиманы, старицы и заболоченные озёра, в том числе озеро Мазанка.
Рядом проходит железная дорога, станция Собковка в 3-х км.
К селу примыкает небольшой заболоченный лесной массив урочище Ляховское.